# Madách Sándor
Sztregovai és kiskelecsényi Madách Sándor (Alsósztregova, 1756. június 21. – Pest, 1814. december 16.) ügyvéd, megyei főügyész, Madách Imre költő nagyapja.

## Élete
Madách János és De Fabrice Eufrosina fia. Apjának halála (1768. március 17.) után a család a korábbinál szegényebb sorsra jutott, ezért az özvegy elköltözött Sztregováról, a fiút pedig gróf Migazzi Kristóf Antal váci püspök vette gondjai alá. Míg neveltetéséről gondoskodott, visszatérítette a római katolikus hitvallásra. Középiskolai tanulmányainak végeztével jogot tanult, 1780. szeptember 19-én ügyvédi oklevelet szerzett és tekintélyes családok ügyésze lett.
1787-ben megválasztották Nógrád megye főügyészének, ezen állását 1796-ig viselte. Kora egyik legsikeresebb ügyvédje volt, a Martinovics-per 16 vádlottját, köztük Batsányi Jánost védte. Közben két országgyűlésen is részt vett: 1790-ben (gróf Vécsey helyett) és 1796-ban. Utóbbi év július 5-én első alispánnak jelölték.
1805. február 18-án Pest városának polgára lett. Képességei és szorgalma által apjának megfogyatkozott ősi vagyonát ismét visszaszerezte. Az 1758. augusztusi tűzvész óta romjaiban heverő kastélyt felépíttette és a család régi okmányait nagy szorgalommal összegyűjtötte. Mint kriminalista külön szakkönyvtárt gyűjtött; ő alapította a család könyvtárát és levéltárát. Ismerte kora titkos társulatait; a budai szabadkőművesek két páholya 1795-ben őt bízta meg egy halasztást kérő felirat szerkesztésével. 1814. december 16-án halt meg, Alsósztregován az általa alapított római katolikus templom temetőjében helyezték nyugalomra, december 20-án.
Felesége Rusz Anna volt, 1778. május 31-én kötöttek házasságot, Pesten. Kilenc gyermekük született, köztük két fiú: Imre (a költő apja) és János (†1833).

## Kéziratos munkái az alsó-sztregovai családi levéltárban
- Fideles reflexiones, seu opinio circa regnum Hungariae;
- Systema insurrectionis ex legibus regniderivatum;
- An nobilis insurgens hungarus miles extra regnum militare teneatur;
- Rescriptum sedriae cottus Neogradiensis quod novam contra in fora classificationem per me qua comitatus sedrialem notarium comitat 1787. márc. 27.;
- Instructio districtualibus notariis circa examen et introductionem delinquentium 1789. szept. 9.;
- Reflexiones circa interdictum Kyssianum per episcopum Rosnaviensem haud revocatum neque juxta ipsius declratione revocandum 1794. aug. 28.;
- Cogitata et notata diversa de crimine laesae majestatis et perduellionis ex occasione causae fisci regni contra Martinovics 1795;
- Pralectiones juris civilis in usum fili sui Emerici in regia academia Posoniensi juris secundum in annum auditoris. Pestini 7. novembr. 1801;
- Elmélkedés az emberi életről (töredék németül) 1805. december 10.